# Tom Brown’s Schooldays (2005)
Tom Brown’s Schooldays ist ein britischer Fernsehfilm von David Moore aus dem Jahr 2005. Es ist die fünfte Verfilmung des gleichnamigen Romans von Thomas Hughes.

## Inhalt
Tom Brown kommt als neuer Schüler an die Rugby School und lernt schon bald die ungeschriebenen Gesetze der Schule kennen. Die jüngeren Schüler haben sich den älteren unterzuordnen und ihnen zu Diensten zu sein. Jeder Neuling hat Rituale über sich ergehen zu lassen, so muss er vor allen Schülern singen und dabei zwei brennende Kerzen halten, während die Umstehenden ihn mit Abfall bewerfen. Erlischt eine der Flammen, muss er Salzwasser trinken.
Mit Tom Brown ist auch der ambitionierte Lehrer Dr. Thomas Arnold als neuer Schulleiter nach Rugby gekommen. Er will aus dem Internat wieder eine vorzeigbare Schule machen und verbietet Pferdewetten, das geheime Alkoholdestillieren und die Jagd, auf die sich vor allem ältere Schüler wie Flashman begeben. Flashman ist der Sohn eines reichen Gönners der Schule und der gemeinste Schläger des Internats. Tom Brown stellt sich ihm immer wieder in den Weg und wird von ihm daher am heftigsten tyrannisiert. Je öfter Tom von Flashman schikaniert wird, umso stärker setzt er sich zur Wehr. Ohne es selbst zu merken, verändert sich Tom Brown und wird, je älter er wird, zunehmend selbst zu einem Dieb und schikaniert jüngere Mitschüler. Er wird mehrfach unter anderem von Thomas Arnold für sein Verhalten bestraft, nach einem besonders heftigen Übergriff Flashmans jedoch zu seinem eigenen Schutz nach Hause zu seinem Vater geschickt. Tom Brown, der der Meinung ist, von Thomas Arnold ungerecht behandelt zu werden, erfährt erst durch einen Brief Arnolds an seinen Vater, dass ihm die Unterstützung des Schulleiters gewiss ist, der ihn für einen intelligenten und mutigen Jungen hält. Tom Brown kehrt nach Rugby zurück. Thomas Arnold gibt den jungen und zerbrechlichen George Arthur in seine Obhut – Tom Brown soll den Neuling im Schulalltag unterstützten und beschützen.
Während Tom Brown mit seinem besten Freund Harry East unterwegs ist, wird George Arthur von Flashman und seinen Freunden gequält: Sie lassen ihn kopfüber in einen Brunnen hinunter und tauchen ihn immer wieder ins Wasser ein. Tom Brown wird von Freunden alarmiert, kommt jedoch zu spät, um den Übergriff zu verhindern. Im anschließenden Kampf mit Flashman gewinnt der nur, weil er im Kampf heimlich einen Schlagring gegen Tom Brown benutzt. George Arthur fällt währenddessen im Schlafraum des Internats in Ohnmacht. Im Krankenzimmer wird bei ihm eine Herzschwäche festgestellt.
Flashman hat in der Zwischenzeit eine Angestellte der Schule, Sally, geschwängert. Obwohl er ihr die Ehe versprochen hat, weigert er sich, sie zu heiraten, woraufhin Sally bei einer heimlichen Abtreibung fast stirbt. Nach diesem Vorfall und dem Quälen von George Arthur und dem folgenden Zweikampf mit Tom Brown wirft Thomas Arnold Flashman vom Internat. George Arthur stirbt kurz darauf. Sein Sarg wird von seinen vier besten Freunden, darunter Tom Brown und Harry East, in die Kirche getragen.

## Produktion

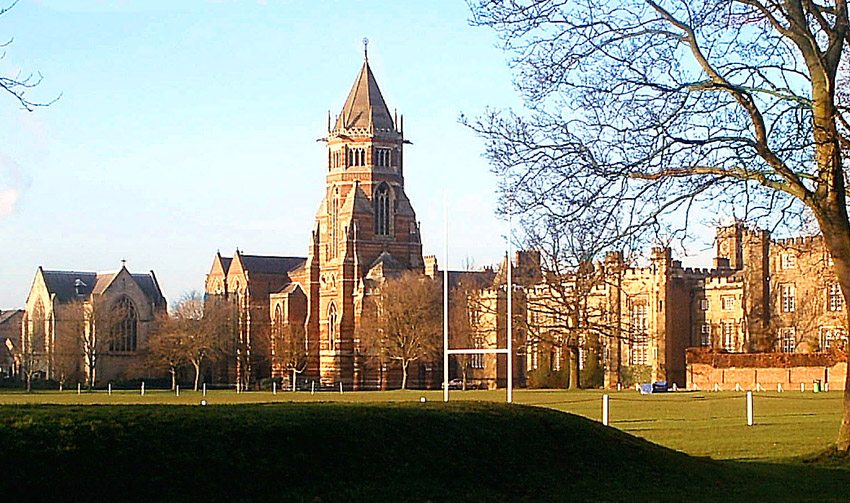
Rugby School, ein Drehort des Films

Die Dreharbeiten fanden unter anderem in der Aldenham School in Hertfordshire und in der Rugby School in Rugby statt. Sie begannen am 10. Mai 2004 und endeten am 26. Mai 2004.
Der Film weicht teilweise von der Romanvorlage ab, so überlebt George Arthur im Roman und Flashman wird nicht wegen seines Verhaltens Sally, Tom und Harry gegenüber vom Internat geworfen, sondern wegen seiner Trunkenheit. Gleichzeitig bezieht der Film Tatsachen aus dem Leben des realen Thomas Arnold in den Film ein, die nicht im Buch erwähnt werden, so sein Verbot der Jagd zu Beginn des Films.
Tom Brown’s Schooldays ist die fünfte Verfilmung des Romans von Thomas Hughes und nach der TV-Serie aus dem Jahr 1971 die zweite Verfilmung, die für das Fernsehen gedreht wurde. Der Film hatte seine TV-Premiere am 1. Januar 2005 auf ITV 1 und wurde am 10. Januar 2005 auf DVD veröffentlicht.

## Kritiken
Die Daily Mail bewertete Tom Brown’s Schooldays als „eine der besten TV-Adaptionen eines englischen Klassikers, die ich gesehen habe“, während Hollywood Reporter den Film als „herausragendes Seherlebnis für Familien“ bezeichnete.